# Universidade Estadual de San Jose

Universidade Estadual de San Jose (em inglês San Jose State University) e muitas vezes abreviado para San Jose State ou SJSU é uma universidade pública localizada em San José, Califórnia, Estados Unidos. É campus fundador da Universidade do Estado da Califórnia, e tem a distinção de ser a mais antiga instituição pública de ensino superior da Costa Oeste dos Estados Unidos.
Localizado no centro de San José, o campus principal da SJSU está situado em uma área de 154 acres (62 hectares). Em 2012, a instituição já conta com total de 30.448 alunos matriculados em mais de 130 diferentes programas de bacharelado e mestrado. Além disso, a SJSU se distingue por possuir a população do aluno mais etnicamente diversa do país, com grandes matrículas de alunos asiáticos e latinos, sendo também a instituição que apresenta o maior número de alunos estrangeiros de mestrado em todo os EUA. 
Entre os cursos de graduação mais populares da SJSU se incluem: administração, engenharia, artes visuais e cênicas, enfermagem, psicologia, direitos, biologia, cinesiologia, jornalismo e ciência da computação.

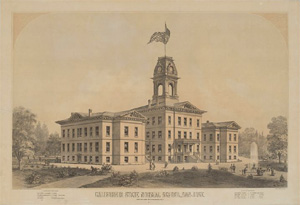
Litografia do campus original da Universidade de San Jose em 1880.